# Щербаков, Арсений Яковлевич
Арсений Яковлевич Щербаков (16 (28) августа 1839 — 9 (22) марта 1900) — российский медик, педагог и общественный деятель.

## Биография
Родился в купеческой семье в селе Шумбут Лаишевского уезда Казанской губернии.
С 11 лет учился во 2-й Казанской гимназии, которую окончил в 1856 году. В 1861 году окончил курс медицинского факультета Казанского университета, где в 1865 году за диссертацию «Продукты пищеварения в крови» он был удостоен степени доктора медицины.
В 1866 году, 20 октября, был назначен приват-доцентом зоохимии и патологической химии; 25 мая 1868 года избран доцентом тех же предметов. В 1868—1869 учебном году ему было поручено преподавание демонстративного отдела физиологии.
С 31 декабря 1871 года А. Я. Щербаков — экстраординарный профессор физиологической химии.
С 1880 года состоял преподавателем медицинской химии в Казанском ветеринарном институте.
30 декабря 1882 года он был избран ординарным профессором; с 9 мая 1886 года по 15 января 1890 года он состоял деканом медицинского факультета; в 1887—1889 годах неоднократно исправляли должность ректора.
С 20 октября 1891 года имел звание заслуженного ординарного профессора.
А. Я. Щербаков был секретарём и председателем Казанского общества врачей; в 1889 году был избран почётным членом этого общества. Последние три года жизни состоял гласным городской думы, потом членом городской управы и товарищем городского головы.
Арсений Яковлевич Щербаков напечатал ряд статей по своей специальности, помещенных в «Друге здравия», «Военно-медицинском журнале», «Медицинском вестнике», «Архиве судебной медицины» и других, а также издал отдельно несколько книг.
Профессор Щербаков интересовался вопросами земской и городской медицины и санитарии, совместно с другими профессорами-медиками Российской империи занимался разработкой плана организации врачебных участков в Казани и принимал участие в качестве гласного в городских делах.

## Избранная библиография
- «Руководство к физиологии и патолого-химическому анализу для врачей и студентов» (пер. с нем. Гоппе-Зейлер, СПб., 1876);
- «О чуме» («Сборн. статей о чуме», Казань, 1878) и др.